# Фехраль
Фехра́ль (кантал) — прецизионный сплав на основе железа, состоящий из следующих элементов: Cr (12—27 %); Al (3,5—5,5 %); Si (1 %); Mn (0,7 %); остальное — Fe.
Представляет собой твёрдый, хрупкий сплав, с трудом поддающийся механической обработке, обладает высоким удельным электрическим сопротивлением 1,2—1,3 мкОм·м (1,2—1,3 Ом·мм²/м). Плотность 7100—7300 кг/м³, температура плавления около 1450 °C. Наибольшая рабочая температура 1400 °C (для Kanthal A1).
Устойчив к окислению на воздухе при высокой температуре.
Применяется для изготовления нагревательных элементов мощных электронагревательных устройств промышленных и технологических печей, пуско-тормозных резисторов электровозов, моторвагонного подвижного состава, в электронных сигаретах в качестве нагревательного элемента.
После его первого (после изготовления) прогрева до 350—400 °С становится хрупким из-за рекристаллизации. После нагрева проволока диаметром 0,5—1 мм легко ломается, образуя неровный излом.
Выпускается в виде проволоки, прутков, лент, пластин.

## Виды фехралей
| Марка сплава               | Состав                                                            | Температура плавления | Другие названия                                                                            |
| -------------------------- | ----------------------------------------------------------------- | --------------------- | ------------------------------------------------------------------------------------------ |
| Х27Ю5Т                     | 26—28 % Хром, ~65-68 % Железо, 5—5,8 % Алюминий, 0,15—0,4 % Титан | 1450 °C               |                                                                                            |
| Х23Ю5Т — сплав 875 (W-KA1) | 22—24 % Хром, 69—72 % Железо, 5—5,8 % Алюминий, 0,15—0,4 % Титан  | 1500 °C               | Kanthal A1, Alloy 875, Resistohm 145, Aluchrom 0, Alchrome 875, мегапир GS SY, еврофехраль |
| Х23Ю5 — сплав 837 (W-KAF)  | 23 % Хром, 71,7 % Железо, 5,3 % Алюминий                          | 1500 °C               | Kanthal AF, Resistohm Y, Aluchrom Y, Alloy 837, мегапир, GS SY, еврофехраль                |
| Х15Ю5                      | 15 % Хром, 79,7 % Железо, 5,3 % Алюминий                          | 1500 °C               | Kanthal AF, Resistohm Y, Aluchrom Y, Alloy 837, мегапир, GS SY, еврофехраль                |

### Применение
Х27Ю5Т — для нагревательных элементов с предельной рабочей температурой 1350 °C в промышленных и лабораторных печах.
Х23Ю5Т — твёрдый, хрупкий сплав, с трудом поддающийся обработке, обладает высоким удельным электрическим сопротивлением (1,2—1,3 мкОм·м). Плотность 7100—7300 кг/м³, температура плавления около 1450 °C. Наибольшая рабочая температура 1350—1400 °C. Применяется для мощных электронагревательных устройств, лабораторных и промышленных печей. К недостаткам следует отнести общее свойство фехралей — рекристаллизационный порог в интервале температур 600—650 °C, что затрудняет использование данного сплава в термоциклическом режиме, а также невысокую пластичность. Также, этот сплав используется как один из наиболее популярных материалов для изготовления нагревательных спиралей в электронных сигаретах.
Х15Ю5 — имеет плотность 7,1 г/см³, температура плавления около 1450 °C. Наибольшая рабочая температура 750—950 °C. Применяется для мощных электронагревательных устройств, производства блоков резисторов и элементов сопротивления.
GS23-5 (Х23Ю5Т-Н-Ви) — это улучшенный вариант сплава Х23Ю5Т. Благодаря введению специальной лигатуры удалось существенно улучшить его физические свойства, что существенно облегчает навивку спиралей. Выдерживает рабочие температуры до 1350 °C. К недостаткам следует отнести общее свойство фехралей — рекристаллизационный порог в интервале температур 600—650 °C, что затрудняет использование данного сплава в термоциклическом режиме.
GS T (Х23Ю5-Н-Ви) — широко используется в высокотемпературных электропечах, печах обжига и сушки, различных электрических аппаратах теплового действия. Оптимален для использования в производстве трубчатых электрических нагревателей (ТЭН) и бытовых приборах.
Мегапир-150 — широко используется для производства резистивных элементов, в электропечах и различных электрических аппаратах теплового действия.
Мегапир-200 — используется в высокотемпературных электропечах, печах обжига и сушки, различных электрических аппаратах теплового действия, а также для производства резистивных элементов.